# Jurangombo Utara
Jurangombo Utara is een bestuurslaag in het regentschap Magelang van de provincie Midden-Java, Indonesië. Jurangombo Utara telt 3808 inwoners (volkstelling 2010).